# Pokój negatywny i pozytywny
Pokój negatywny i pozytywny – kategorie powstałe w wyniku badań nad pokojem oraz konfliktami prowadzonych przez norweskiego socjologa Johana Galtunga w 1964 roku.
W swoich rozważaniach postanowił podzielić pokój na dwie kategorie:
- pokój negatywny – stan, w którym nie używa się przemocy, siły, nie występuje potencjalne zagrożenie wojną;
- pokój pozytywny – stan, w którym, poza wyżej wymienionymi warunkami, istnieją działania mające na celu utrzymać go w realny sposób zapobiegając zagrożeniom: jest to proces uwzględniający prowadzenie polityki integrującej populacje, które działają na rzecz tworzenia ładu społecznego; wiąże się to również z prowadzeniem pokojowej polityki zarówno wewnętrznej (spajającej społeczność), jak i zewnętrznej (stworzenie i utrzymywanie przyjaznych stosunków z innymi państwami).

Pokój pozytywny charakterystyczny jest dla państw wysoko rozwiniętych, gdzie występują silne społeczeństwa obywatelskie zaangażowane w procesy społeczno-polityczne.
Galtung sformułował również trzy pytania, na jakie należy odpowiedzieć chcąc przeciwdziałać zagrożeniom dla pokoju:
1. Z jakiego rodzaju zagrożeniem mamy do czynienia?
2. Z czyjej strony występuje to zagrożenie?
3. Z kim należy utrzymywać pokojowe stosunki?

Jego rozważania przyczyniły się do zainteresowania kwestią pokoju w bardziej rozbudowanym znaczeniu niż „brak wojny”.